# Galipea ramiflora
Galipea ramiflora là một loài thực vật có hoa trong họ Cửu lý hương. Loài này được Pirani mô tả khoa học đầu tiên năm 2007.